# Federazione Internazionale Polo
La Federazione Internazionale Polo (FIP, in inglese: Federation of International Polo; in spagnolo: Federación Internacional de Polo) è la federazione internazionale rappresentante lo sport del polo a livello mondiale, riconosciuta ufficialmente dal Comitato Olimpico Internazionale (CIO).
L'organismo è stato fondato nel 1982 come associazione di undici federazioni nazionali con lo scopo di uniformare le regole e rendere possibili gli incontri a livello mondiale, oltre che promuovere ed accrescere la pratica del polo nel mondo. Attualmente, rappresenta le associazioni nazionali di più di 80 Paesi.

## Storia
La Federazione Internazionale Polo è stata fondata nel 1982 su iniziativa dell'argentino Marcos Uranga, che, nel mese di novembre, riuscì a riunire i rappresentanti delle federazioni nazionali di Argentina, Brasile, Colombia, Cile, El Salvador, Francia, Italia, Messico, Perù, Spagna e Zimbabwe. Questi Paesi insieme decisero di fondare la FIP e di elaborarne lo statuto che fu da esse firmato in data 25 novembre 1982 a Buenos Aires in Argentina. L'intento principale della federazione sarebbe stato quello di far crescere la disciplina del polo a livello mondiale e di farla ritornare ai fasti delle partecipazioni olimpiche. 

Il primo presidente è stato Marcos Uranga. Gli è succeduto Glen Holden, che con Uranga è stato uno dei principali fondatori della FIP. Nel 1998 la FIP ricevette dal Comitato Olimpico Internazionale lo status di federazione riconosciuta.
La federazione è un'organizzazione no-profit, registrata in Uruguay al Ministero di Educazione e Cultura, sotto il numero 945425, governato dalle leggi uruguaiane.

## Organigramma
- Presidente
Piero Dillier
- Vice presidenti
Eduardo Novillo Astrada, Nicholas Wiles, Stewart Armstrong
- Comitato esecutivo
Marcos Aldao, Bob Puetz, Piter Prendiville, François Berger
- Amministratore delegato
Alex Taylor
- Tesoriere
Ignacio Uranga
- Consiglio di amministrazione
Stewart Armstrong (USA), Tony Coppola (USA), Roderick Vere Nicoll (Inghilterra), Lord Charles Beresford (Inghilterra), Delfín Uranga (Argentina), Julián Martínez Younes (Argentina), Emmanuel Seidner (Guatemala), Philippe Perrier (Francia), Alexis de Boismenu (Uruguay), Peter Prendiville (Australia), Alessandro Giachetti (Italia), Miguel Calzada (Messico)
- Direttori Zone FIP
Zona A - Canada, Nord America e America Centrale - Miguel Calzada (Messico)
Zona B - Sud America - Lionel Soffia (Cile)
Zona C - Europa - Alessandro Giachetti (Italia)
Zona D - Australia e Nuova Zelanda - Peter Prendiville - (Australia)
Zona E - Sud-Est Asiatico e Africa - (da nominare)

### Presidenti
| Periodo   | Presidente                 |
| --------- | -------------------------- |
| 1982-1997 | Marcos Uranga              |
| 1997-2006 | Glen Holden                |
| 2006-2009 | Patrick Guerrand-Hermès    |
| 2009-2010 | James Ashton               |
| 2010-2012 | Eduardo Huergo             |
| 2012-2014 | Richard Caleel             |
| 2014-2018 | Nicholas Colquhoun-Denvers |
| 2018-2022 | Horacio Areco              |
| 2022-     | Piero Dillier              |

## Federazioni aderenti
Una federazione di un Paese viene riconosciuto membro a pieno titolo dalla FIP se fornisce informazioni relative all'iscrizione ad essa e versa annualmente le quote associative complete. Se questi parametri sono rispettati essa ha la licenza di partecipare e beneficiare di tutte le attività FIP, i delegati di ogni associazione nazionale hanno diritto di voto e sono eleggibili come funzionari dell'organismo, membri del comitato e al consiglio di amministrazione.
Le licenze dei membri a pieno titolo sono suddivise in tre categorie:
- categoria A: Paesi in cui il polo è sviluppato;
- categoria B: Paesi con più di 100 giocatori tesserati, esclusa la categoria A;
- categoria C: Paesi fino a 100 giocatori tesserati, esclusa la categoria B.

Se una federazione nazionale fornisce alla FIP le informazioni relative all'iscrizione ma non paga le quote associative complete, non partecipa e non beneficia di nessun evento FIP. Essi vengono detti membri corrispondenti e i loro delegati non dispongono di alcun privilegio.
I membri a contatto sono Paesi in cui la FIP ha dei contatti diretti, senza che siano state avanzate informazioni sulla domanda d'iscrizione.
La FIP distingue cinque zone geografiche a livello mondiale, ognuna delle quali è delegata ad un direttore di zona:
- Zona A: America del Nord;
- Zona B: America meridionale;
- Zona C: Europa;
- Zona D: Asia Pacifica;
- Zona E: Subcontinente indiano, Africa e Medio Oriente.

| Paese                 | Tipologia membro          | Zona |
| --------------------- | ------------------------- | ---- |
| Argentina             | Membro a pieno titolo - A | B    |
| Australia             | Membro a pieno titolo - B | D    |
| Austria               | Membro a pieno titolo - C | C    |
| Azerbaijan            | Membro corrispondente     | C    |
| Bahamas               | Membro corrispondente     | A    |
| Barbados              | Membro corrispondente     | A    |
| Belgio                | Membro a pieno titolo - C | C    |
| Bolivia               | Membro a contatto         | B    |
| Brasile               | Membro a pieno titolo - B | B    |
| Brunei                | Membro corrispondente     | D    |
| Canada                | Membro a pieno titolo - B | A    |
| Cile                  | Membro a pieno titolo - B | B    |
| Colombia              | Membro corrispondente     | B    |
| Costa Rica            | Membro a pieno titolo - C | A    |
| Repubblica Ceca       | Membro corrispondente     | C    |
| Repubblica Dominicana | Membro corrispondente     | A    |
| Ecuador               | Membro a pieno titolo - C | B    |
| Egitto                | Membro a pieno titolo - C | E    |
| El Salvador           | Membro a contatto         | A    |
| Inghilterra           | Membro a pieno titolo - A | C    |
| Finlandia             | Membro corrispondente     | C    |
| Francia               | Membro a pieno titolo - B | C    |
| Germania              | Membro a pieno titolo - B | C    |
| Guatemala             | Membro a pieno titolo - C | A    |
| Hong Kong             | Membro a contatto         | D    |
| Ungheria              | Membro a contatto         | C    |
| India                 | Membro a pieno titolo - B | E    |
| Indonesia             | Membro corrispondente     | D    |
| Iran                  | Membro a pieno titolo - B | E    |
| Irlanda               | Membro a pieno titolo - C | C    |
| Italia                | Membro a pieno titolo - B | C    |
| Giamaica              | Membro corrispondente     | A    |
| Giappone              | Membro corrispondente     | D    |
| Giordania             | Membro corrispondente     | E    |
| Kazakistan            | Membro a pieno titolo - C | C    |
| Kenya                 | Membro corrispondente     | E    |
| Corea del Sud         | Membro corrispondente     | D    |
| Kuwait                | Membro a pieno titolo - C | E    |
| Libano                | Membro corrispondente     | E    |
| Liechtenstein         | Membro a contatto         | C    |
| Lussemburgo           | Membro a contatto         | C    |
| Malesia               | Membro a pieno titolo - B | D    |
| Malta                 | Membro corrispondente     | C    |
| Messico               | Membro a pieno titolo - B | A    |
| Principato di Monaco  | Membro a pieno titolo - C | C    |
| Mongolia              | Membro a pieno titolo - C | D    |
| Marocco               | Membro a pieno titolo - C | E    |
| Paesi Bassi           | Membro a pieno titolo - C | C    |
| Nuova Zelanda         | Membro a pieno titolo - B | D    |
| Nicaragua             | Membro corrispondente     | A    |
| Nigeria               | Membro a pieno titolo - B | E    |
| Norvegia              | Membro a contatto         | C    |
| Oman                  | Membro a pieno titolo - C | E    |
| Pakistan              | Membro a pieno titolo - C | E    |
| Paraguay              | Membro a pieno titolo - C | B    |
| Perù                  | Membro a pieno titolo - C | B    |
| Filippine             | Membro a pieno titolo - C | D    |
| Polonia               | Membro a contatto         | C    |
| Portogallo            | Membro a pieno titolo - C | C    |
| Qatar                 | Membro corrispondente     | E    |
| Romania               | Membro a contatto         | C    |
| Russia                | Membro a pieno titolo - C | C    |
| San Marino            | Membro corrispondente     | C    |
| Arabia Saudita        | Membro a pieno titolo - C | E    |
| Singapore             | Membro a pieno titolo - C | D    |
| Slovacchia            | Membro a pieno titolo - C | C    |
| Sudafrica             | Membro a pieno titolo - B | E    |
| Spagna                | Membro a pieno titolo - B | C    |
| Svezia                | Membro a pieno titolo - C | C    |
| Svizzera              | Membro a pieno titolo - B | C    |
| Thailandia            | Membro a pieno titolo - C | D    |
| Tunisia               | Membro corrispondente     | E    |
| Turchia               | Membro corrispondente     | C    |
| Uganda                | Membro a contatto         | E    |
| Ucraina               | Membro a pieno titolo - C | C    |
| Emirati Arabi Uniti   | Membro a pieno titolo - C | E    |
| Uruguay               | Membro a pieno titolo - C | B    |
| Stati Uniti d'America | Membro a pieno titolo - A | A    |
| Zambia                | Membro a contatto         | E    |
| Zimbabwe              | Membro corrispondente     | E    |

## Tornei internazionali
Di seguito elencati i maggiori tornei internazionali organizzati dalla FIP:
- Campionato mondiale
- Campionato europeo
- Campionato europeo femminile
- Coppa del Mondo di snow polo

Tornei soppressi o non più disputati:
- FIP Super Nations Cup